# Henrik Schouboe
Henrik August Schouboe (16. juni 1876 i Ringsted – 31. oktober 1949 på Frederiksberg) var en dansk maler. Hans bror Pablo Schouboe var ligeledes maler.
Han brød igennem i 1906 på Charlottenborg Forårsudstilling med billedet Forår.
Han er begravet på Solbjerg Parkkirkegård.